# 眼杯
眼杯 (がんぱい、英: Optic Cup) とは、眼の発生途上において現れる器官。間脳の一部が成長して形成され、網膜と網膜色素上皮へと成長する。

## 概要
眼の発生途上において、眼胞の外壁が肥厚、陥入し、二層からなる杯状構造をとったものが眼杯である。これら二層は杯の縁部で連続しており、最終的に水晶体の前部と重なり瞳孔に相当する位置まで達する。二層の内層は網膜に、外層は網膜色素上皮に、境界部は虹彩になる。
眼胞が眼杯へと成長するにつれ、腹側部分が先端から基部へとへこみ、眼柄と呼ばれる中央に溝 (視溝) を持った構造になる。最終的にはこの内部を視神経や網膜中心動脈が通ることになる。

## 二層への分化
周辺組織を除去した眼胞を器官培養すると、網膜のみに発生する。一方、眼杯を背腹で二分割して培養すると背側は色素上皮に、腹側は網膜に分化する。このことから、背側に由来するシグナルが色素上皮への分化に必須であると考えられているが、2006年時点でシグナル分子は特定されていない。